# Querida Hyeri
Querida Hyeri (en hangul, 나의 해리레게; McCune-Reischauer, Naŭi haeriege) es una serie de televisión surcoreana escrita por Han Ga-ram, dirigida por Jung Ji-hyun y Han Seok-won, y protagonizada por Shin Hye-sun, Lee Jin-wook, Kang Hoon y Cho Hye-joo. Es una producción original de Genie TV, en cuya plataforma estará disponible desde el 23 de septiembre de 2024. También se emitirá en el canal ENA desde el mismo día hasta el 29 de octubre de 2024, en horario de lunes y martes a las 22:00 (hora local coreana). Fuera de Corea, estará disponible en la plataforma Viki.

## Sinopsis
Joo Eun-ho es una presentadora de noticias con catorce años de experiencia que tiene dificultades para destacar en el trabajo debido a su personalidad reservada, especialmente en comparación con su exnovio Jung Hyun-oh, quien se convirtió en un presentador estrella poco después de entrar en la cadena. Pero Eun-ho tiene una doble vida secreta: tras la misteriosa desaparición de su hermana y su difícil ruptura tras una relación de ocho años con Hyun-oh, desarrolló una identidad disociada llamada Hae-ri, una alegre y despreocupada aparcacoches. La situación se complica aún más cuando Kang Joo-yeon, un exmilitar que acaba de convertirse en presentador, se enamora de Hae-ri a primera vista, sin saber toda la verdad sobre su identidad. Eun-ho se debate entre su afán por averiguar qué le ocurrió a su hermana, su complicada relación con Hyun-oh y el naciente romance entre Hae-ri y Joo-yeon.

## Reparto

### Principal
- Shin Hye-sun como Joo Eun-ho/Joo Hae-ri:[3][4]
  1. Eun-ho es una locutora desconocida con catorce años de carrera, que lucha por tener la oportunidad de dar a conocer su nombre, hasta el punto de que hay una broma sobre ella: «Si te caes hacia atrás, te romperás la nariz». Todavía está dolida por la ruptura con su novio de mucho tiempo, Hyun-oh.
  2. Hae-ri es la otra personalidad de Eun-ho. Es una estudiante becada y cuidadora de estacionamiento con una mentalidad extremadamente positiva.
- Lee Jin-wook como Jung Hyun-oh, locutor estrella y exnovio de Eun-ho. Se convirtió en una estrella en cuanto se unió a la compañía, lo que le valió la reputación de «un tipo que puede hacer cualquier cosa». Sin embargo, debido a su personalidad generosa y amable con todos los que lo rodean, excepto con su novia, a menudo choca con Eun-ho.[3][5]
- Kang Hoon como Kang Joo-yeon, un graduado de la Academia Militar de Corea que se ha convertido en locutor por deseo de su hermano fallecido. Es un hombre de aspecto pulcro pero frío y poco sociable.[6][7]
- Cho Hye-joo como Baek Hye-yeon, una joven locutora todoterreno que durante tres años ha estado enamorada de Joo-yeon sin ser correspondida, y es vulnerable a la soledad.[8][9]

### Secundario
- Pilla Lee como Moon Soo-jung, la prima y vecina de Hyun-oh, que trabaja como escritora independiente para radiodifusión cultural.[10]
- Kang Sang-joon como Moon Ji-on, un locutor más joven que Eun-ho, de la que está enamorado. Muestra desde el lado juguetón de un amigo hasta el momento conmovedor de un joven serio.[11][12]
- Jeon Bae-soo como Kim Shin, el líder del equipo de locutores. Es el sénior de último año de la universidad de Eun-ho y Hyun-oh. Apoya plenamente a Eun-ho, quien es cercana a él, pero al mismo tiempo no duda en decir lo que piensa por amargo que sea.[13][14]
- Kim Tae-rin como Shim Jin-hwa, una joven locutora, subordinada de Eun-ho y Hyun-oh. Es la favorita del jefe de la agencia de noticias y representa una amenaza para la posición de Eun-ho.[15][16]
- Yoo Ha-bok como Kim Joo-im, gerente del estacionamiento de Media N Seoul donde trabaja Hye-ri; es un personaje con una personalidad que comprende y empatiza bien con las personas.[17]
- Jang Eun-ah como Eun Shin-young, una expropietaria de un bar, una mujer fascinante con dolorosas heridas sufridas en el pasado.[18]
- Ahn So-yo como Lee Seung-yoon, psiquiatra y consejera de Eun-ho.

## Producción y promoción
La serie está codirigida por Jung Ji-hyun, quien ya dirigió Search: WWW (2019), You Are My Spring (2021), Veinticinco, veintiuno (2022) y Mentiras ocultas en mi jardín (2023). La guionista Han Ga-ram escribió también el guion de When the Weather Is Fine (2020). Esta última declaró, respecto al mensaje que quería transmitir a los espectadores a través del tema del trastorno disociativo de la personalidad, que «a través de la presentación de Eun-ho, que tiene mucho pero no es feliz, y Hye-ri, que no tiene nada pero es siempre feliz, vivir la vida con la que todos sueñan no significa que seas feliz, sino que [puedes serlo viviendo] una vida que es patética a los ojos de todos».
La cantante Lee Hi figura entre los artistas que conforman la banda sonora original de la serie.

### Promoción
El 7 de agosto de 2024 Genie TV confirmó el estreno de la serie para el 23 de septiembre. El 16 de agosto se publicaron imágenes de la lectura del guion de Querida Hyeri. Esta se promocionó con cuatro avances cortos, llamados dramas de personaje. El 4 de septiembre el equipo de producción lanzó el cartel de personaje y el avance corto de la primera personalidad de la protagonista, Eun-ho. Cinco días después publicó el cartel y el avance corto de la segunda personalidad, Hye-ri. El 11 se distribuyeron los carteles de personajes de Kang Hoon (Kang Ju-yeon) y Jo Hye-joo (Baek Hye-yeon). El avance principal se difundió el 13 de septiembre.

## Audiencia
| Temporada | Temporada | Episodio número | Episodio número | Episodio número | Episodio número | Episodio número | Episodio número | Episodio número | Episodio número | Episodio número | Episodio número | Episodio número | Episodio número | Promedio |
| Temporada | Temporada | 1               | 2               | 3               | 4               | 5               | 6               | 7               | 8               | 9               | 10              | 11              | 12              | Promedio |
| --------- | --------- | --------------- | --------------- | --------------- | --------------- | --------------- | --------------- | --------------- | --------------- | --------------- | --------------- | --------------- | --------------- | -------- |
|           | 1         | 443             | 434             | 424             | 526             | 597             | 765             | 634             | 755             | 665             | 759             | 593             | 652             | 604      |

| Episodio | Fecha de emisión         | Índices de audiencia (Nielsen Korea) | Índices de audiencia (Nielsen Korea) |
| Episodio | Fecha de emisión         | Nacional                             | Seúl                                 |
| --- | ------------------------ | ------------------------------------ | ------------------------------------ |
| 1 | 23 de septiembre de 2024 | 2,024 % (3.ª)                        | 2,380 % (3.ª)                        |
| 2 | 24 de septiembre de 2024 | 2,163 % (3.ª)                        | 2,449 % (3.ª)                        |
| 3 | 30 de septiembre de 2024 | 2,154 % (2.ª)                        | 2,158 % (3.ª)                        |
| 4 | 1 de octubre de 2024     | 2,390 % (3.ª)                        | 2,855 % (2.ª)                        |
| 5 | 7 de octubre de 2024     | 2,848 % (1.ª)                        | 3,215 % (1.ª)                        |
| 6 | 8 de octubre de 2024     | 3,493 % (1.ª)                        | 3,822 % (1.ª)                        |
| 7 | 14 de octubre de 2024    | 3,099 % (2.ª)                        | 3,505 % (2.ª)                        |
| 8 | 15 de octubre de 2024    | 3,499 % (1.ª)                        | 4,117 % (1.ª)                        |
| 9 | 21 de octubre de 2024    | 3,303 % (1.ª)                        | 3,577 % (1.ª)                        |
| 10 | 22 de octubre de 2024    | 3,582 % (1.ª)                        | 3,705 % (1.ª)                        |
| 11 | 28 de octubre de 2024    | 2,709 % (3.ª)                        | 3,057 % (1.ª)                        |
| 12 | 29 de octubre de 2024    | 3,348 % (1.ª)                        | 3,952 % (1.ª)                        |
| Promedio | Promedio                 | 2,884 %                              | 3,233 %                              |
| - En la tabla superior, los números azules representan las calificaciones más bajas y los números rojos representan las más altas. - Esta serie se transmite en un canal de cable/televisión de pago, que normalmente tiene una audiencia menor respecto a las emisoras de televisión públicas/gratuitas (KBS, SBS, MBC y EBS). |                          |                                      |                                      |